# إيتونفيل
إيتونفيل (بالإنجليزية: Eatonville) هي مدينة أمريكية تقع في ولاية فلوريدا. تبلغ مساحة هذه المدينة 2.9 (كم²)،ويبلغ عدد سكانها 2432 نسمة حسب إحصاء سنة 2010 م 2432.تشير إحصاءات سنة 2000م بأن الكثافة السكانية في هذه المدينة تقدر بـ(838.6) نسمة/كم2 

## معرض صور

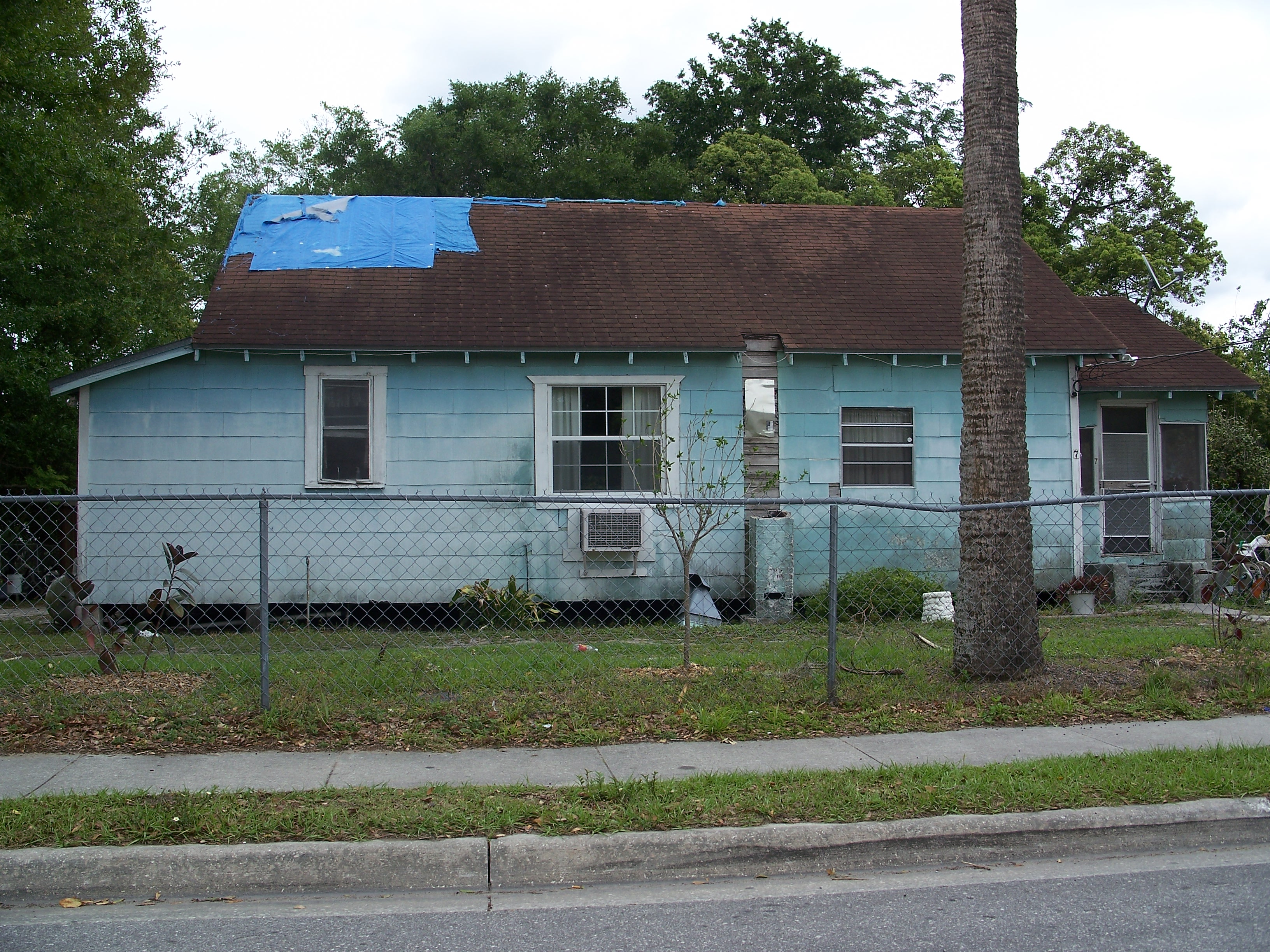
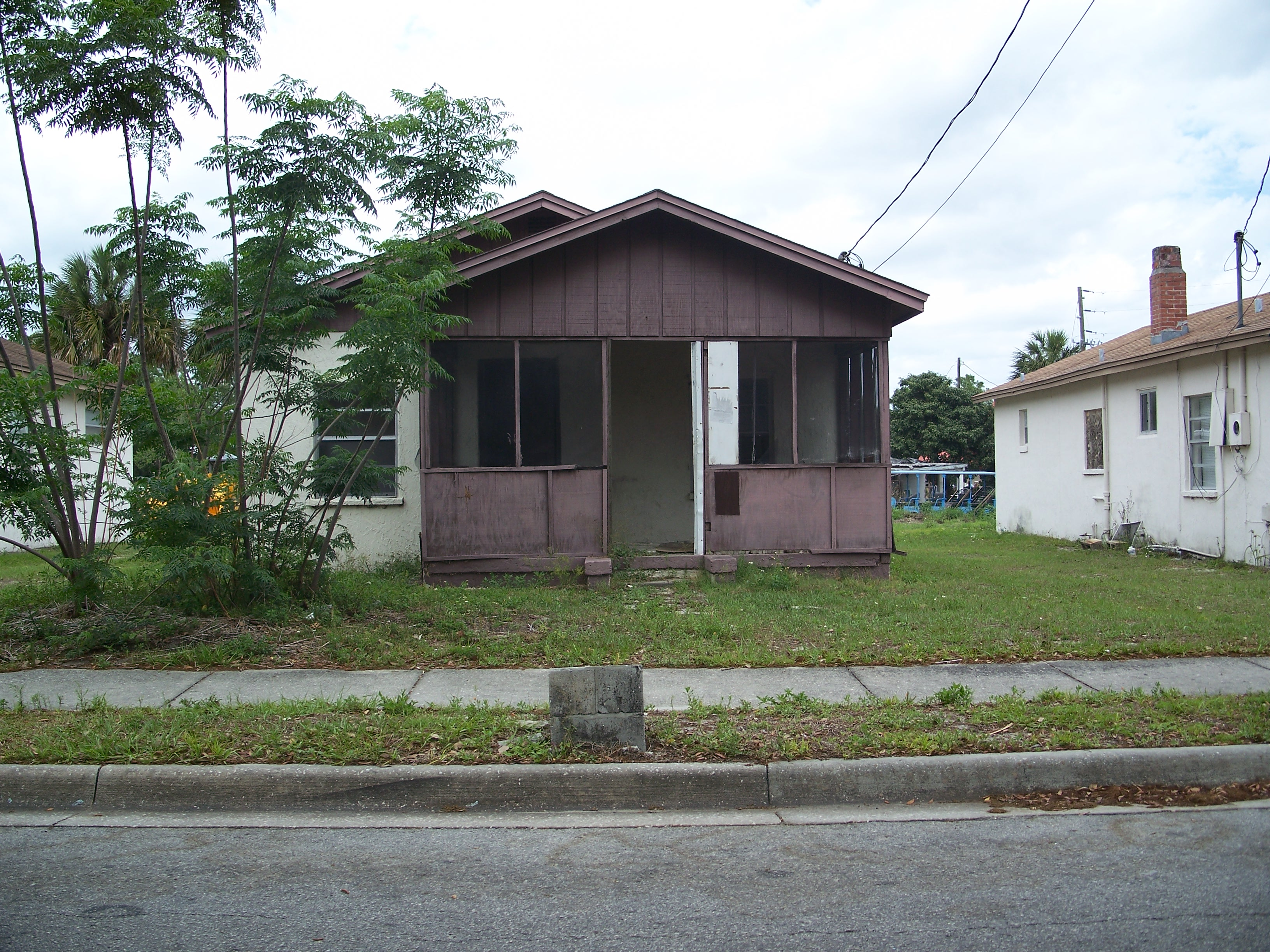
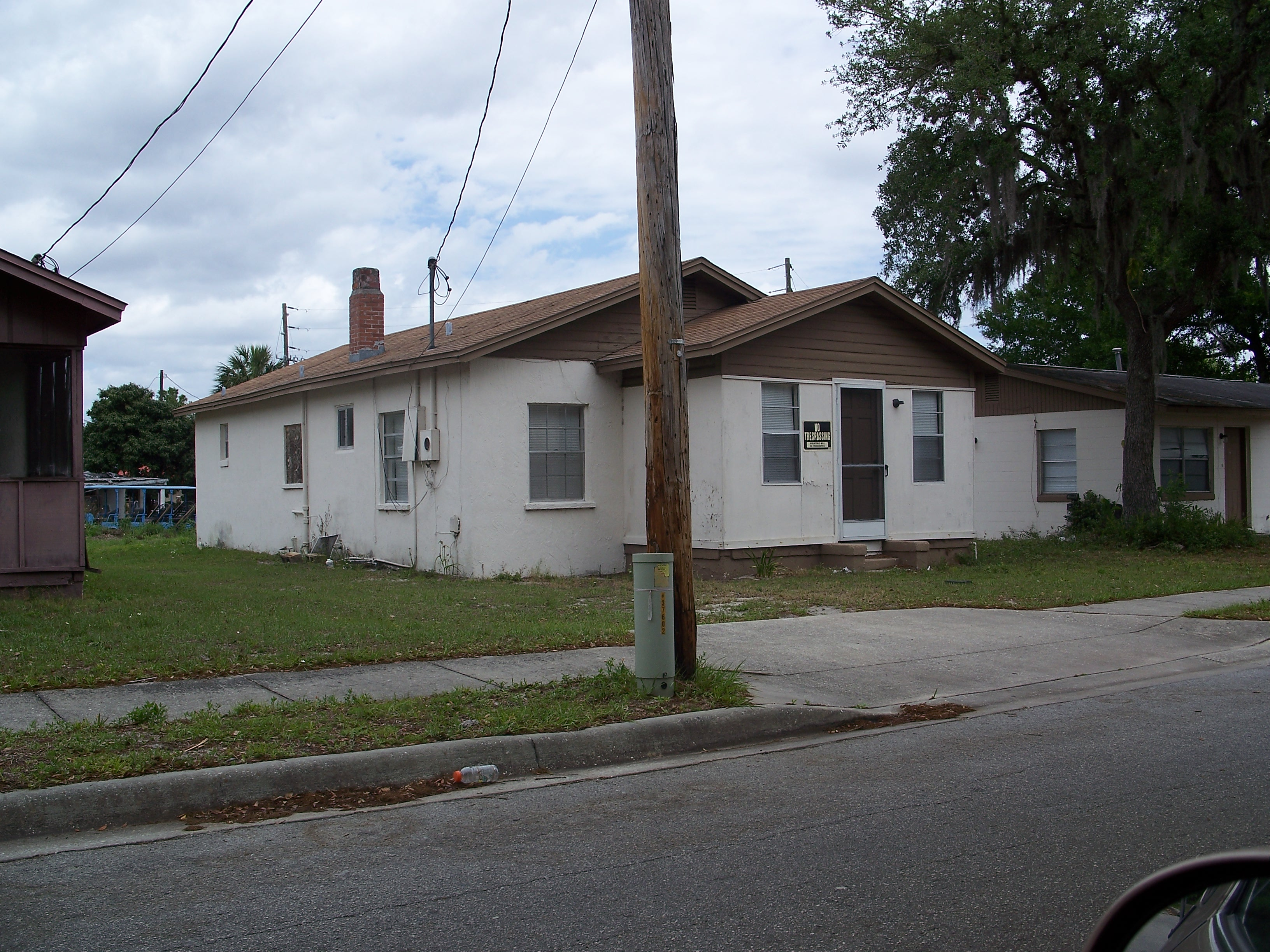
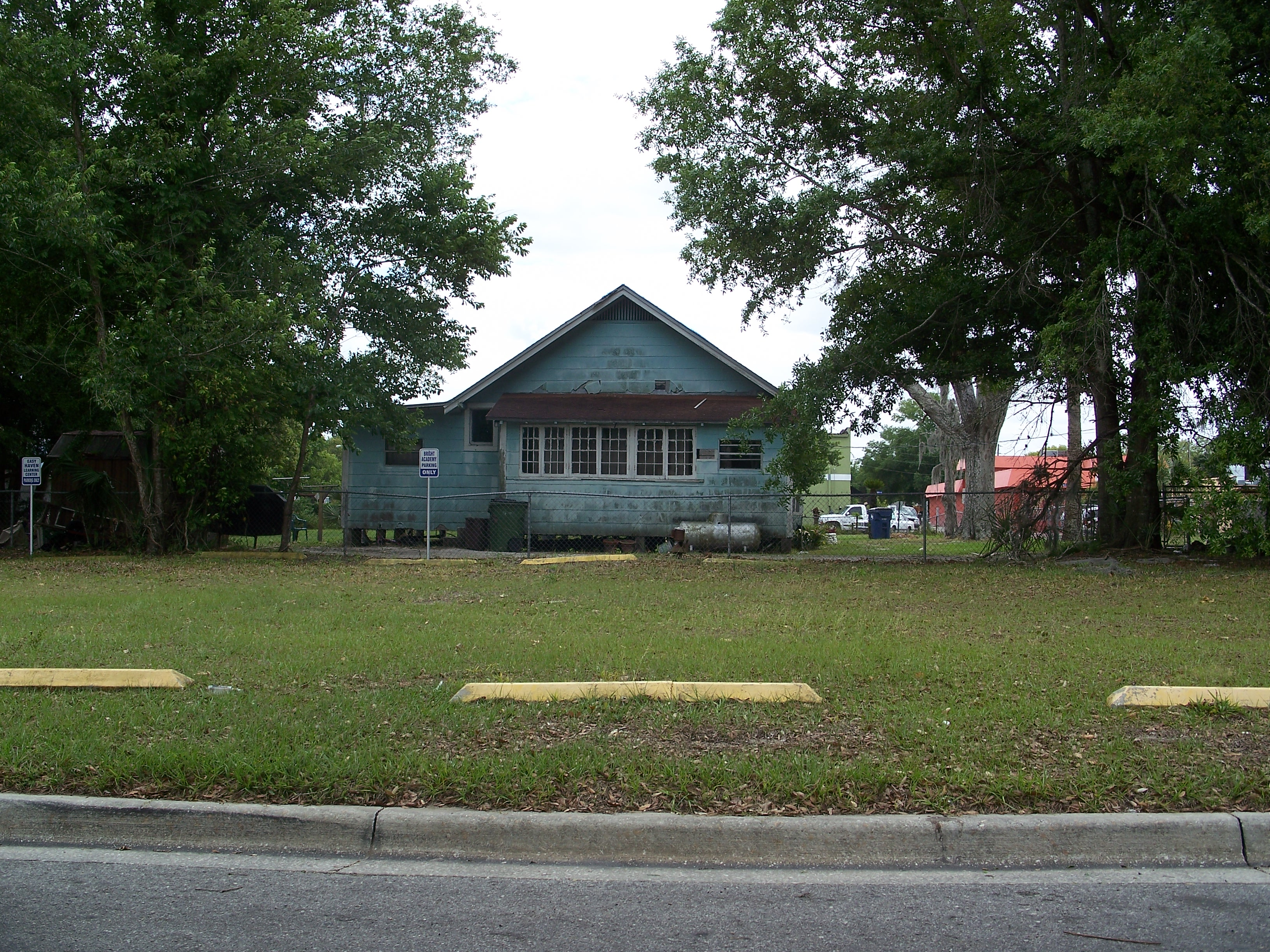

## أعلام
- ديكون جونز